# Kriegsschauplatz Mittelmeerraum

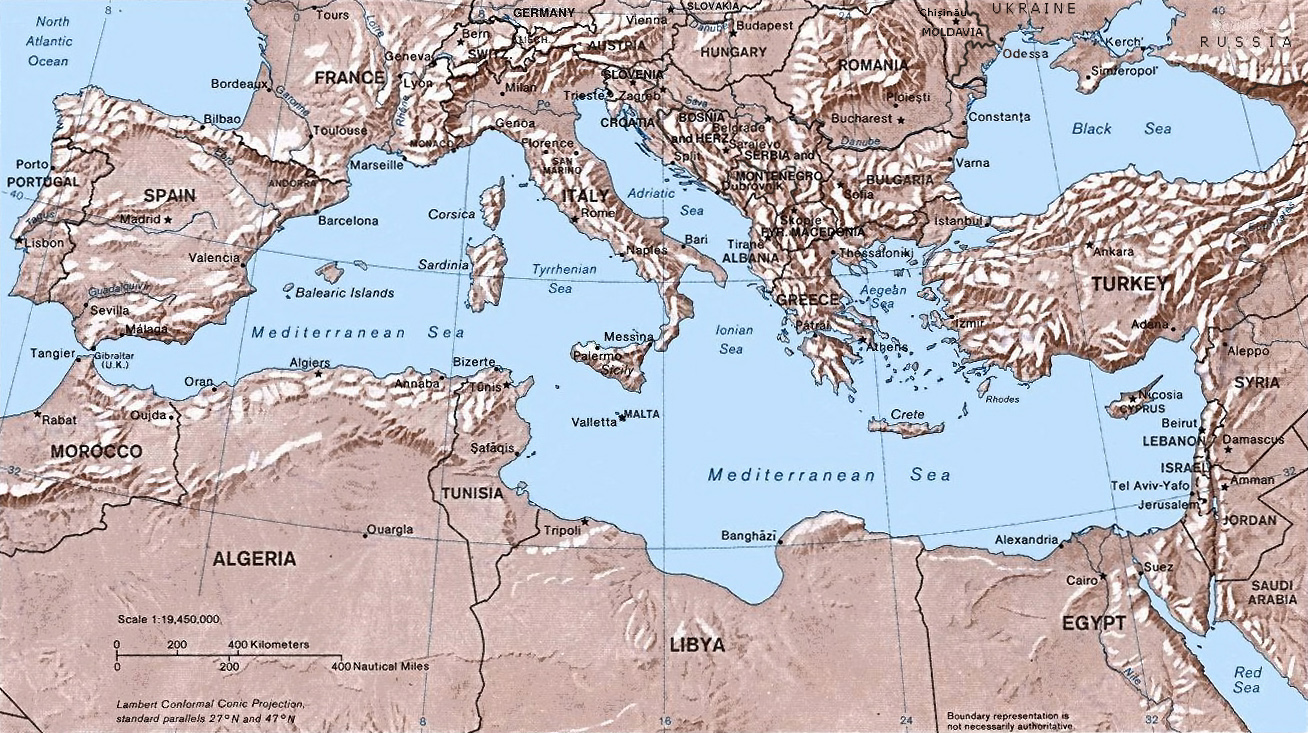
Relief des Mittelmeerraumes

Kriegsschauplatz Mittelmeerraum bzw. Mediterranean Theatre of Operations (MTO) bezeichnet verschiedene Operationen von taktischer und z. T. strategischer Bedeutung für den Zweiten Weltkrieg im Mittelmeerraum.
Zu berücksichtigen ist dabei, dass die Faschistische Regierung Italiens unter Mussolini ab 1934 die Kolonien Italienisch-Libyen und ab 1935 Italienisch-Ostafrika errichtete. Mit dem Kriegseintritt Italiens gegen Frankreich gegen Ende des deutschen Westfeldzugs im Juni 1940 entstanden Fronten zu Französisch-Nordafrika und Britisch-Ägypten am Suez-Kanal. Zudem griff Mussolini Albanien und Griechenland an. An beiden Orten griff 1941 die Wehrmacht ein, so dass sich mit dem Balkanfeldzug und dem Afrikafeldzug weitere Fronten öffneten. Auf dem Balkan und ab September 1943 im Italienfeldzug nach dem italienischen Waffenstillstand mit den Alliierten, waren deutsche Truppen bis Kriegsende 1945 im Mittelmeerraum gebunden.
Die Westalliierten hatten für diese Kriegsschauplätze zeitweise von Nordeuropa separate Befehls- und Versorgungsstrukturen errichtet. Im Englischen hieß er ursprünglich North African Theater of Operations (NATO) und war zunächst der amerikanische Militär-Fachbegriff für den Konflikt zwischen den Alliierten und den Achsenmächten in Nordafrika. Es geht heute aber dabei um den gesamten Zeitraum zwischen dem Kriegseintritt Italiens bis zum Victory-Day in Europa (10. Juni 1940 bis 8. Mai 1945).

## Befehlsstrukturen und Militärverbände

### Die Achsenmächte
Zunächst handelte es sich um einen italienischen Kriegsschauplatz. Auf äthiopischem Boden standen im Mai 1940 insgesamt 285.000 Soldaten, davon 85.000 Italiener (etwas später dann 91.000) und Kolonialtruppen. Diese Truppen mussten nach Befehl Mussolinis auf sich allein gestellt kämpfen. Ihr Befehlshaber war Marschall Rodolfo Graziani.
Mit dem Eintritt Deutschlands in den Krieg in Nordafrika veränderte sich schließlich die Befehlsstruktur. Das Afrikakorps stellte die ersten deutschen Bodentruppen in Afrika dar, die formal noch unter dem Kommando der Italiener standen. Neben motorisierten Bodentruppen entsandte Hitler auch Jagdmaschinen, einige wenige Bomber, Sturzkampfbomber und Transportmaschinen (Teile der Luftflotte 2 unter Albert Kesselring). Zunächst waren 1941 die 5. leichte Division (die spätere 21. Panzer-Division), die 90. leichte Afrika-Division sowie die 15. Panzer-Division unter Generalleutnant Erwin Rommel im Einsatz.

### Die Alliierten

#### Alliierte Kommandostruktur
Das operative Kommando des MTO war ein kombiniertes US/britisches operatives Kommando, das Allied Force Headquarters (AFHQ) genannt wurde, das Land-, See- und Luftoperationen und Leitungsaktivitäten des MTO plante und koordinierte. Es wurde am 12. September 1942 gegründet, um eine kombinierte britisch/amerikanische Operation gegen die nördliche und nordwestliche Küste Afrikas zu starten (Operation Torch). Von September bis November 1942 war das AFHQ in London stationiert. Im November 1942 wurde es nach Algier in Algerien verlegt, wo es auch bis zum Juni 1944 blieb. Dann zog es nach Caserta, Italien, um, wo es bis Juli 1944 blieb. Zwischen April 1944 und April 1947 war es dann in Livorno, ebenfalls in Italien, untergebracht.
Dem AFHQ waren im Frühjahr 1943 als Funktionalkommandos unterstellt:
- Heer: 18th Army Group unter General Harold Alexander
- Luftstreitkräfte: Mediterranean Air Command unter Air Chief Marshal Arthur Tedder
- Seestreitkräfte: Commander-in-Chief Mediterranean – Admiral of the Fleet Andrew Cunningham

Im Februar 1943 wurde die Autorität des AFHQ um die britische 8. Armee unter General Bernard Montgomery erweitert. Montgomery bekleidete diese Position seit August 1942.
Der erste Supreme Commander Allied (Expeditionary) Force war General Dwight D. Eisenhower. Kurz nach der Gründung der Hauptquartiere wurde expeditionary aus dem Titel genommen, auf Grund operativer Sicherheit. Dann kehrte Eisenhower ins Vereinigte Königreich zurück, um das Kommando über die, für die Operation Overlord vorgesehenen Einheiten zu übernehmen. Er wurde von Feldmarschall Sir Henry Maitland Wilson abgelöst. Wilson bekam den Titel Supreme Commander, Mediterranean Theatre of Operations. Allerdings hatte Wilson das Kommando für weniger als ein Jahr, da er im Dezember 1944 nach Washington, D.C. geschickt wurde, um Feldmarschall Sir John Dill der British Joint Staff Mission, der überraschend gestorben war, zu ersetzen. Feldmarschall Sir Harold Alexander, der bis Kriegsende Supreme Commander und Kommandant des AFHQ war, ersetzte Wilson.
Für administrative Zwecke waren vom 14. Februar 1943 die Amerikaner für die Headquarters North African Theater of Operations, United States Army (NATOUSA) verantwortlich. NATOUSA wurde am 1. November 1944 in Mediterranean Theater of Operations, United States Army (MTOUSA) umbenannt. Die Briten waren vom 1. Oktober 1945 für General Headquarters Central Mediterranean Forces (CMF) verantwortlich.
Formell wurden die Headquarters MTOUSA und die General Headquarters CMF am 1. Oktober 1945 vom AFHQ getrennt. Das AFHQ wurde am 17. September 1947 endgültig abgeschafft.

#### Alliierte Truppenverbände
Die britische Western Desert Force, war ab 1940 eine Commonwealthtruppe in Ägypten. Sie bestand zunächst aus der von Major-General Richard O’Connor kommandierten 7th Armoured Division und der Indian 4th Infantry Division. 1940 waren es etwa 30.000 Mann und 65 Panzer. Zum 1. Januar 1941 wurde sie in XIII. Korps umbenannt. Nach der Erweiterung um das XXX. Korps wurde die britische 8. Armee gebildet. Sie erhielt Luftunterstützung durch die Desert Air Force unter Arthur Coningham. Ab Mitte 1942 wurden auch amerikanische Luftwaffenverbände in der Region eingesetzt (U.S. Army Middle East Air Forces, später Ninth Air Force)
In Nordwestafrika wurde nach der Operation Torch Ende 1942 die britische 1. Armee gebildet. Ihr unterstanden auch freifranzösische Verbände. Das II. US-Korps war der 18th Army Group unmittelbar unterstellt. Die alliierten Northwest African Air Forces untergliederten sich hauptsächlich in die Northwest African Tactical Air Forces und die Northwest African Air Strategic Forces. Dem Mediterranean Air Command unterstand ferner das Malta Air Command und das britische Middle East Air Command.

## Feldzüge und Operationen

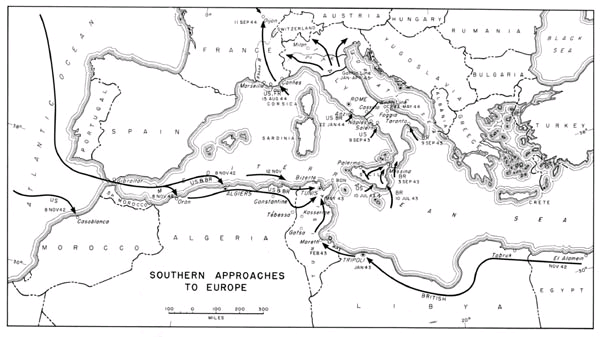
Alliierte Operationen im MTO ab 1942

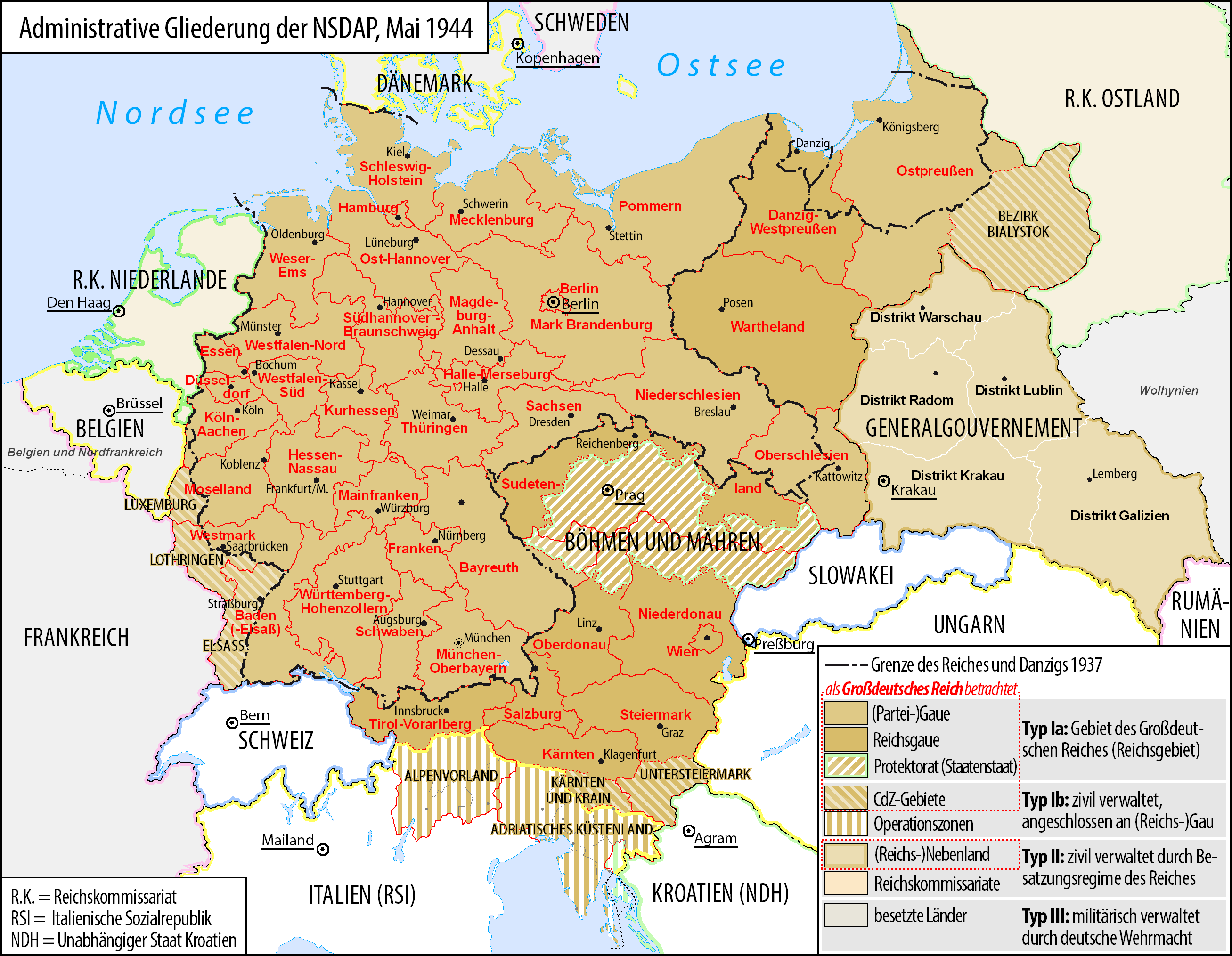
Südküste des Deutschen Reiches (1944)

### Marine-Operationen
- Schlacht um das Mittelmeer (engl.: Battle of the Mediterranean)

Dabei ging es um die Sicherung der Nachschubwege für die Landstreitkräfte in den (besetzten) Ländern rund um das Meer. Hierzu gehören 1940 insbesondere die Belagerung Maltas, die Zerstörung der französischen Flotte in Mers-el-Kébir (3. Juli) und die Schlacht von Tarent (Battle of Taranto) (11. November 1940).
- Geleitzüge: Operationen Vigorous und Harpoon, Pedestal

### Südosteuropa
- Balkanfeldzug (1941): Besetzung Jugoslawiens und Griechenlands durch die Achsenmächte
- Luftlandeschlacht um Kreta (1941): Besetzung Kretas durch die Achsenmächte
- Dodekanes-Feldzug (1943): Deutsche Besetzung der Dodekanes

### Naher Osten
- Britisch-Irakischer Krieg (1941): Sieg der Alliierten
- Syrisch-Libanesischer Feldzug (1941): Sieg der Alliierten

### Nordafrika
- Afrikafeldzug (engl.: Western Desert Campaign): Sieg der Alliierten
  - Operation Compass (1940/41)
  - Belagerung von Tobruk (1941)
  - Operation Battleaxe (1941)
  - Operation Crusader (1941)
  - Unternehmen Theseus (1942)
  - Operation Supercharge (zweite Schlacht von El Alamein, 1942)
- Unternehmen Herkules (geplante Unternehmung gegen Malta): im November 1942 abgebrochen
- Operation Torch (alliierte Landungen im französisch besetzten Marokko und Algerien, November 1942): Sieg der Alliierten
- Tunesienfeldzug (1942/43): Sieg der Alliierten

### Südeuropa
- Italienfeldzug (1943–1945): Sieg der Alliierten
  - Operation Corkscrew, Invasion der Insel Pantelleria (1943)
  - Operation Husky, Invasion Siziliens (1943)
  - Alliierte Invasion Italiens (Festland, auch „Naples-Foggia Campaign“) mit Teiloperationen Avalanche (bei Salerno), Baytown und Slapstick (Name der Planungen: Top Hat, dazugehöriger Ablenkungsplan Operation Boardman; 1943)
  - Gustav-Linie (engl. Winter Line, westlicher Teil gehört zur Schlacht um Monte Cassino; 1943/44): deutsche Defensivstellung
  - Operation Shingle bei Anzio und Nettuno (1944): Sieg der Alliierten nach deutschem Rückzug
  - Gotenstellung (1944/45): deutsche Defensivstellung
- Operation Dragoon bei Cannes – Landung in Südfrankreich (1944): Sieg der Alliierten

## Verluste
Tote und Vermisste (hier zunächst nur Nordafrika)
- Deutsche: 18.600/3.400
- Italiener: 13.700
- Briten: 35.500
- Amerikaner: 16.500

## Gedenken
- Bordj Cedria (Tunesien)

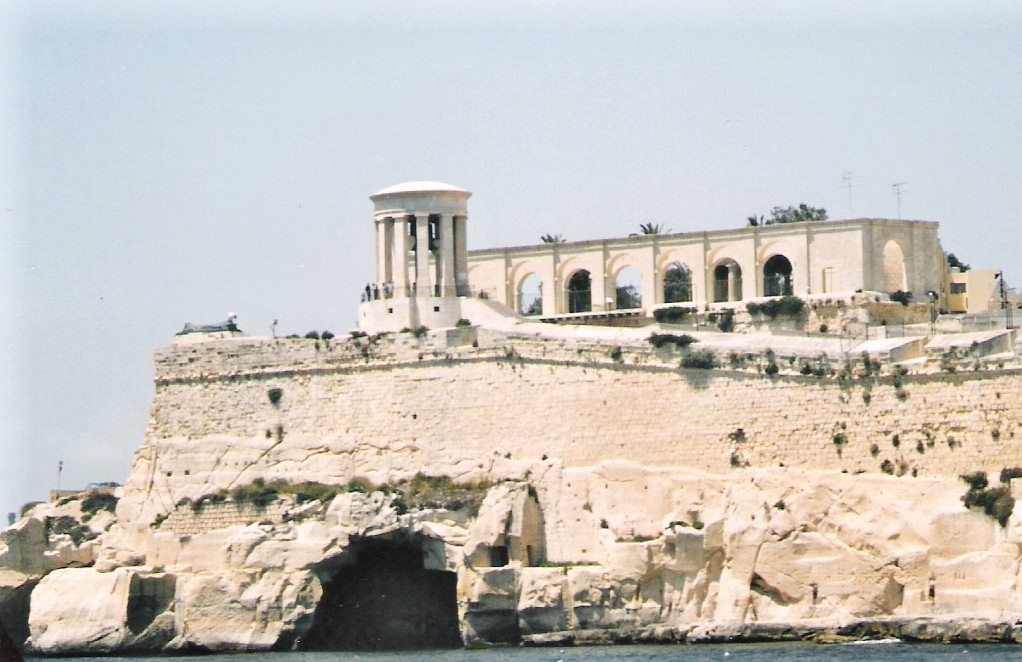
Siege-Bell-Memorial in Valletta, Malta

- Der Kriegsschauplatz El Alamein heute
- Malta
- Sizilien